# Endocentrisk
En endocentrisk syntaktisk konstruktion innehåller ett ord som kan representera hela konstruktionen. I till exempel nominalfrasen röda rosor kan rosor fungera som ersättare för hela uttrycket eftersom det har samma syntaktiska distribution (jämför Röda rosor är vackra – Rosor är vackra). Ett annat exempel är springa fort, där springa kan står för hela verbfrasen. Om ett ord inte kan stå utan sin bestämning kan det likväl ses som centrum i en endocentrisk konstruktion, till exempel avlägger i avlägger examen. En endocentrisk konstruktion kan också bestå av samordnade led, till exempel Hans och Greta.
Motsatsen till endocentrisk är exocentrisk. I till exempel prepositionsfrasen på bordet kan varken prepositionen eller substantivet ersätta hela frasen (därför kan prepositionsfraser, till skillnad från nominalfraser, inte bestå av bara ett ord). Detta behöver alltså inte innebära att konstruktionen saknar huvudord; eftersom prepositionen bestämmer formen på (styr) substantivet eller pronomenet, ses prepositionen som huvudord.
Subjektet och det finita verbet anses vanligen ingå i en exocentrisk förbindelse, en så kallad nexusförbindelse, där därtill ingetdera av leden är en bestämning till det andra. En annan uppfattning företräds av dependensgrammatiken, som ser subjektet som en bestämning till predikatet.
Även på ordnivå kan begreppet endocentrisk tillämpas, nämligen i sammansättningar. En determinativ sammansättning är normalt endocentrisk, till exempel en ladusvala är en svala. Men ett blekansikte är inte ett ansikte, utan en person: detta är en exocentrisk sammansättning, närmare bestämt ett fall av bahuvrihi.